# فابریزیو مورو
فابریزیو مورو (به انگلیسی: Fabrizio Moro) (زاده ۹ آوریل ۱۹۷۵) خواننده، ترانه سرا ایتالیایی است.
او به همراه ارمال متا نماینده ایتالیا در یوروویژن ۲۰۱۸ بود و به مقام پنجم دست یافت.